# Clément Felix Champion de Villeneuve
Anne Clément Félix Champion de Villeneuve (Paris le 3 novembre 1758, - Boismorand le 25 avril 1844) fut, entre autres, ministre de l'Intérieur sous Louis XVI en 1792.

## Biographie
Né à Paris, le 3 novembre 1758, avocat au Parlement de Paris à l'âge de dix-neuf ans, secrétaire du cabinet de la comtesse de Provence (Marie-Josephe de Savoie) en 1784, avocat aux conseils du roi en 1787, Clément Félix Champion de Villeneuve adhère avec modération aux idées nouvelles en 1789.
Il est en 1789 membre de l'administration des établissements publics à Paris et président du district du Petit-Saint-Antoine. Le roi l'envoie comme commissaire extraordinaire enquêter sur les troubles à Avignon et dans le Comtat du Venaissin et il dépose son rapport sur le bureau de l'Assemblée constituante, le 17 novembre 1791. Le 21 juillet 1792, Louis XVI de France le nomme ministre de l'Intérieur. 
Pour amadouer la Commune de Paris, Clément Félix Champion de Villeneuve lui propose une visite des Tuileries qu'elle refuse. Il est reconnu et blessé quelques jours plus tard lors d'une émeute dans le Faubourg Saint-Antoine. Ayant quitté son ministère après le triomphe de l'insurrection du 10 août 1792 qu'il a été incapable de juguler, Clément Félix Champion de Villeneuve a beau se présenter devant l'Assemblée législative, il n'en est pas moins disgracié et mal vu par tous.
En 1801 il épouse Eléonore Michaut divorcée de Étienne de Joly depuis 7 ans.
Il vit dans l'oubli jusqu'au Consulat qui en fait un conseiller de préfecture de la Seine. Il est préfet intérimaire, le 20 mars 1815, à l'entrée de Napoléon Ier dans Paris. On le trouve ensuite comme avocat au Conseil du roi et à la Cour de cassation. Il meurt en 1844, dans la propriété de son gendre Louis Antoine Macarel, aux Boulands (Loiret).